# Ali Mohamed (calciatore 1995)
Ali Mohamed Muhammad Al Faz (Niamey, 7 ottobre 1995) è un calciatore nigerino, centrocampista del Maccabi Haifa e della nazionale nigerina.

## Palmarès

### Club

#### Competizioni nazionali
- Liga Leumit: 1

Maccabi Netanya: 2016-2017
- Coppa Toto: 1

Beitar Gerusalemme: 2019-2020
- Supercoppa d'Israele: 1

Maccabi Haifa: 2021
- Campionato israeliano: 1

Maccabi Haifa: 2021-2022